# Little Tokyo/Arts District (métro de Los Angeles)
Little Tokyo/Arts District est une station du métro de Los Angeles desservie par les rames de la ligne L et située à la jonction des quartiers de Little Tokyo et Arts District à Los Angeles en Californie.
Depuis 2023, la station a rouvert après les travaux liés au Regional Connector Transit Corridor. Ce projet comprenait un tunnel sous le centre-ville de Los Angeles reliant les lignes A, E et L. La station Little Tokyo/Arts District a été relocalisée au sud de son ancien emplacement et est devenue une station de correspondance pour les lignes A et E,.

## Localisation
Station du métro de Los Angeles en surface, Little Tokyo/Arts District est située à l'intersection de North Alameda Street et de East /1st Street à la jonction des quartiers Little Tokyo et Arts District dans le centre-ville de Los Angeles.

## Histoire
Little Tokyo/Arts District est mise en service le 15 novembre 2009, lors de la première phase d'extension de la ligne L. En 2020, la station ferme temporairement pour permettre les travaux du Regional Connector et rouvre en 2023 à un nouvel emplacement, avec des aménagements modernisés.

## Service

### Accueil

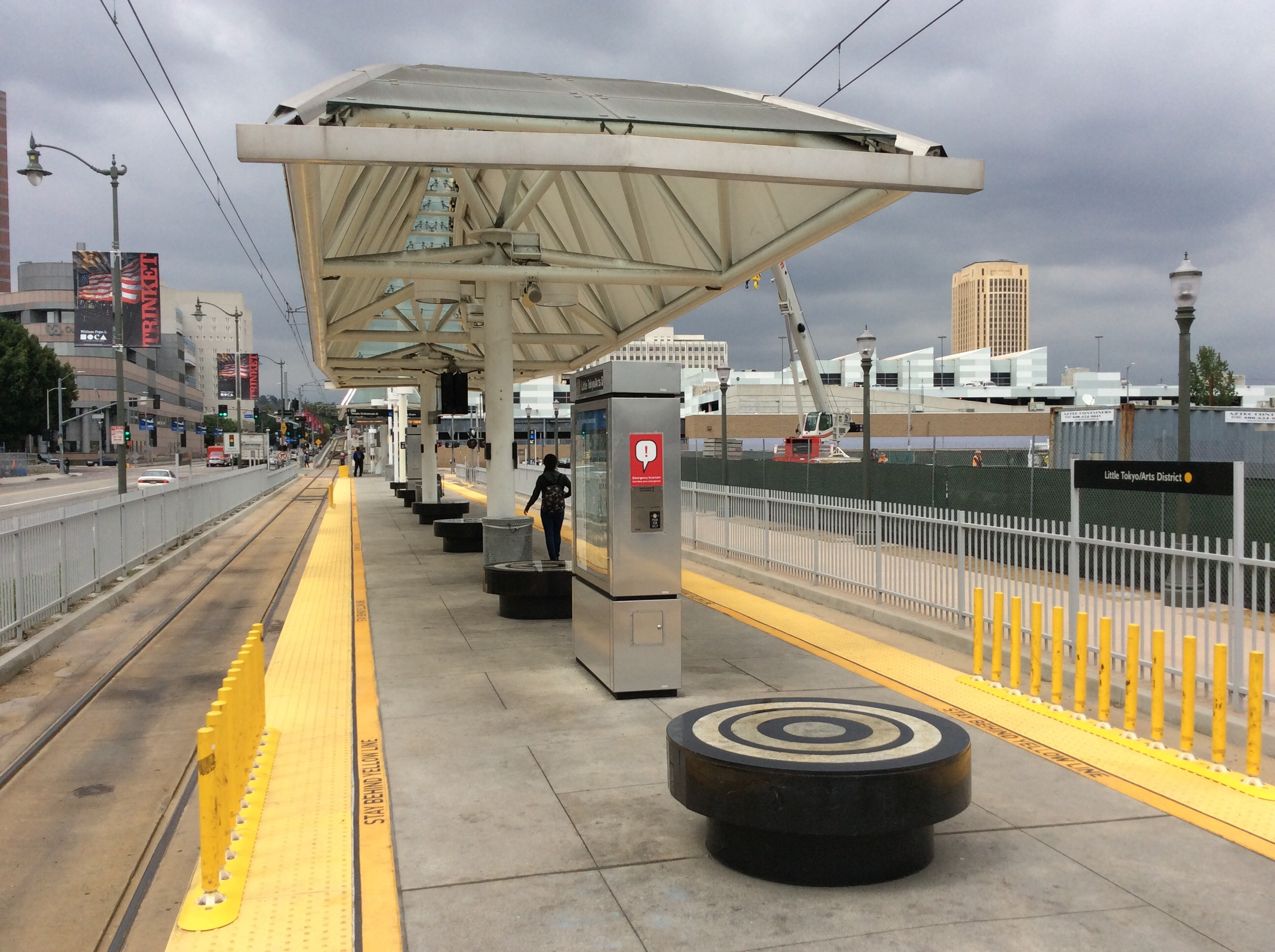
Plateforme de la station.
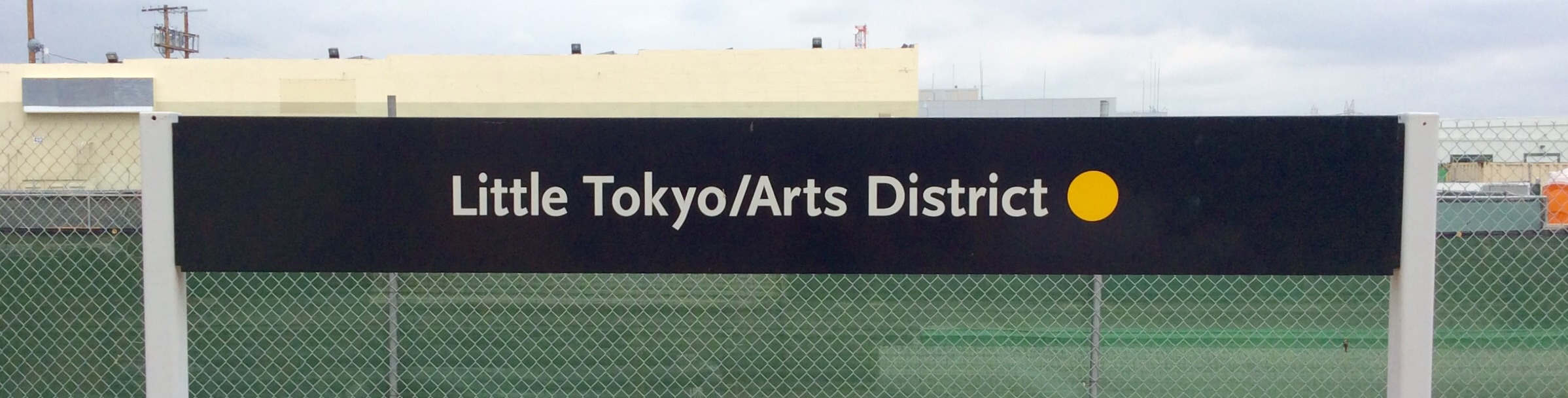
Signalétique.

### Desserte
La station est située dans le centre-ville de Los Angeles et est à proximité de plusieurs attractions d'importance. On y retrouve notamment le Southern California Institute of Architecture (en), le Japanese American National Museum (en), et l'une des succursales du Musée d'art contemporain de Los Angeles. Tel que son nom l'indique, la station est également à proximité des quartiers touristiques Little Tokyo et Arts District.

### Intermodalité
La station est desservie par les lignes d'autobus 30, 40 et 330 de Metro.

## Architecture et œuvres d'art
La station abrite l'œuvre Buffer Zone de l'artiste d'origine japonaise Hirokazu Kosaka. Celle-ci est inspirée notamment du tir à l'arc japonais.